# Rayuela (deporte)
La rayuela es un deporte típico de Chile, que fue declarado como deporte nacional el año 1948, estatus compartido con el rodeo. Es practicado dentro de una pista rectangular y su objetivo es que un rayuelero logre una «quemada»: alcance de una lienza sobre una caja rellena con barro lanzando un tejo metálico desde una distancia prefijada. Tiene dos modalidades: el tejo cilíndrico y el tejo plano, cuya organización está a cargo de la Federación Deportiva Nacional de Rayuela de Chile, fundada en 1989, y de la Federación Deportiva Nacional de Rayuela Tejo Plano de Chile.
Sus inicios se remontan a la época colonial del Imperio español (1598-1810) y es preferida mayormente en las áreas campesinas por los huasos. Es disputado el Campeonato Nacional de Rayuela entre clubes según modalidad en distintas ciudades, como en el Estadio de Rayuela Amador Donoso en Puente Alto, su principal torneo y coliseo, con representantes de diversos lugares del país. Cada 19 de julio es celebrado el «Día del Rayuelero». Es similar al deporte colombiano tejo y no tiene relación directa con el juego infantil rayuela, que en Chile es llamado luche.
En 2002 la federación chilena de este deporte señalaba agrupar 57 asociaciones locales de practicantes y 510 clubes, repartidos entre Arica y Bulnes (el territorio de Chile que comprende Norte Grande, Norte Chico y Zona Central y Ñuble), que sumaban 34.000 inscritos. La práctica ha sido tradicionalmente cobijada por recintos de esparcimiento como bares y restaurantes, por lo que ha sido asociada popularmente al consumo de alcohol, aunque en las competencias organizadas bajo las reglas de la federación se prohíbe dicho consumo, según señalaba entonces esa organización.

## Descripción
La rayuela tiene orígenes que se remontan al periodo prehispánico. Antes de la llegada de los conquistadores españoles en 1536, los indígenas mapuches jugaban al tecum (juego de tejos), que consistía en hacer una raya en la tierra y lanzar pequeñas piedras de colores para diferenciar los primitivos tejos de los jugadores.
A grandes rasgos, el juego consiste en colocar en el suelo una plataforma o cajón, atravesada por la mitad por una tiza tensada blanca. El jugador se ubica a una distancia determinada y lanza un tejo, o rayuela, que debe caer justo en la tiza. Se obtiene el mayor puntaje si el tejo cae sobre ella y menos puntos mientras más alejado caiga de ella.
Sus federaciones son reconocidas por el Ministerio del Deporte. En 2000 existían cerca de 55 asociaciones locales, unos 510 clubes federados y aproximadamente 40 000 jugadores federados, más otros 40 000 jugadores no federados. Fue declarada como el «deporte nacional recreativo» por el presidente Gabriel González en 1948, lo que fue ratificado por la presidenta Michelle Bachelet en 2014 mediante la Ley 20.777, que dispone medidas para convertirla en «símbolo cultural y patrimonial de la Nación».

Declárase la actividad deportiva de la rayuela como deporte nacional, que se disputa por puntos, consistente en el lanzamiento de tejos, desde distancias prefijadas, hacia una superficie determinada, atravesada por una lienza a alcanzar.

## Elementos

### La plataforma
La plataforma o base donde caen los tejos está compuesta por una caja o cajón, que va levemente inclinado, y cuyas medidas aproximadas son: 100 cm de ancho por 100 cm de largo y 15 cm de alto, y en su interior se llena con barro o arcilla; el fin de esto, es que el interior de la plataforma sea una especie de colchón donde los tejos caigan y queden enterrados en ella.

### La lienza
La lienza es un elemento del juego que puede ser de hilo, elástico o cáñamo, por la resistencia de dichos materiales. A su vez, la lienza debe cruzar la plataforma por el centro, de lado a lado, es decir, si el ancho de la plataforma es de 100 cm la lienza deberá cruzar dicha distancia. La lienza es un elemento fundamental, ya que ella permite determinar los puntos que se obtienen en el juego.

### Los tejos
Son piezas ocupadas en el juego, las cuales deben ser de metal y poseer una forma cilíndrica, es decir, como un disco. Siempre se usan en pares, es decir cada jugador utiliza dos tejos. Para los aficionados a este juego, se ocupan tejos desde 250 g y el precio de un set de ocho tejos amateur puede alcanzar los $14 000 CLP en 2012 (unos $28 USD). Ahora bien, son los tejos que se usan, los que diferencian a los distintos tipos de jugadores, dividiendo principalmente a los jugadores federados de los no federados.
Los que practican este juego como deporte federado ocupan el «tejo cilíndrico» (similar a media lata de bebida), el cual es de metal sólido y pesa entre 1650 g y 2300 g, al poseer este peso, el tejo es de mayores dimensiones que el de los jugadores no federados y solo el par puede llegar a costar entre $10 000 a $40 000 CLP (unos $20 a $ 48 USD).
Los jugadores no federados ocupan el «tejo plano», de unos 22 mm de altura y 80 mm de diámetro (parecido a un antiguo reloj de bolsillo), el cual pesa de 500 g a 700 g.
En cambio los que practican con el «tejo plano», pueden utilizar tejos de una medida y peso de acuerdo a las características que al jugador más le acomode. La medida de estos tejos pueden ser de hasta 22 mm de altura y hasta 80 mm de diámetro; su peso es de acuerdo al tamaño y fluctúa desde los 500 g a los 850 g. Quienes usan el tejo plano juegan de 10, 12, 14, 16, 18 o 20 metros y normalmente cada jugador se especializa en una distancia.
Se han hecho intentos por unificar ambas disciplinas pero, de acuerdo a Anselmo Mena, presidente de la Federación de Rayuela en 1999, los jugadores no federados argumentan que el «tejo plano» fue el que existió primero y que por eso no lo van a abandonar, lo que no permite aunar criterios y posturas.
Los tejos también pueden ser las medallas de la bolsa.

## Reglas
El juego consiste en lanzar los «tejos» hacia una caja de madera, colocado a lo ancho al otro extremo y cubierto con barro. Cada jugador tiene dos tejos y el éxito consiste en que caigan dentro del hoyo. Si el jugador logra con su lanzamiento que el tejo caiga más cerca (o quede dentro de él), se produce «la quemada», jugada que equivale a dos puntos, se otorga un solo punto al jugador que cae más cerca del hoyo (o quedar sobre el), mientras que el resto de los tiros no obtienen puntaje. Con los lanzamientos, los jugadores pueden ir desplazando los tejos de sus contrincantes, y esta es parte de la estrategia de juego para quedarse con los puntos o con la ubicación del otro jugador.
La mayoría de las veces la rayuela se juega entre equipos y al final del desarrollo del juego, gana el equipo que haya acumulado más puntos, es decir, el que más veces haya lanzado el tejo más cerca del hilo que cruza la plataforma.

### Distancia de lanzamiento
Los competidores federados lanzan el «tejo cilíndrico» desde 14 metros de distancia de la plataforma, mientras que los jugadores no federados lanzan el «tejo plano» desde distancias progresivas de 8, 10, 12, 14, 16, 18, 20 metros. Algunas veces se hacen excepciones a esta regla, adaptándose a las dimensiones que el lugar permite para realizar el juego.

### Partido
Un partido se juega entre dos parejas, ganando el juego el que primero logra alcanzar los 16, 24 o 32 puntos. Un partido puede durar entre cinco minutos y tres horas y media. Cuando se realiza un encuentro entre clubes, el partido se compone de seis juegos, con seis parejas por equipo.